# Паршал
Паршал (порт. Parchal) — район (фрегезия) в Португалии, входит в округ Фару. Является составной частью муниципалитета Лагоа. По старому административному делению входил в провинцию Алгарве (регион). Входит в экономико-статистический субрегион Алгарве, который входит в Алгарве. Население составляет 3378 человек на 2001 год. Занимает площадь 4,5 км².
Покровителем района считается Франциск Ассизский (порт. São Francisco de Assis).

## История
Район основан в 1997 году